# Geneng (Gatak)
Geneng is een bestuurslaag in het regentschap Sukoharjo van de provincie Midden-Java, Indonesië. Geneng telt 3414 inwoners (volkstelling 2010).